# Kalisha Keane
Kalisha Keane (Scarborough, 3 febbraio 1989) è un'ex cestista canadese.

## Carriera
Con il Canada ha disputato due edizioni dei Campionati americani (2011, 2013).